# Квон Чхан Сук
Квон Чхан Сук (17 вересня 1972) — південнокорейська хокеїстка на траві.
Срібна призерка Олімпійських Ігор 1996 року, учасниця 1992 року.
Переможниця Азійських ігор 1990, 1994 років.